# District de Sokolov
Le district de Sokolov (en tchèque : okres Sokolov) est un des trois district de la région de Karlovy Vary, en Tchéquie. Son chef-lieu est la ville de Sokolov.

## Liste des communes

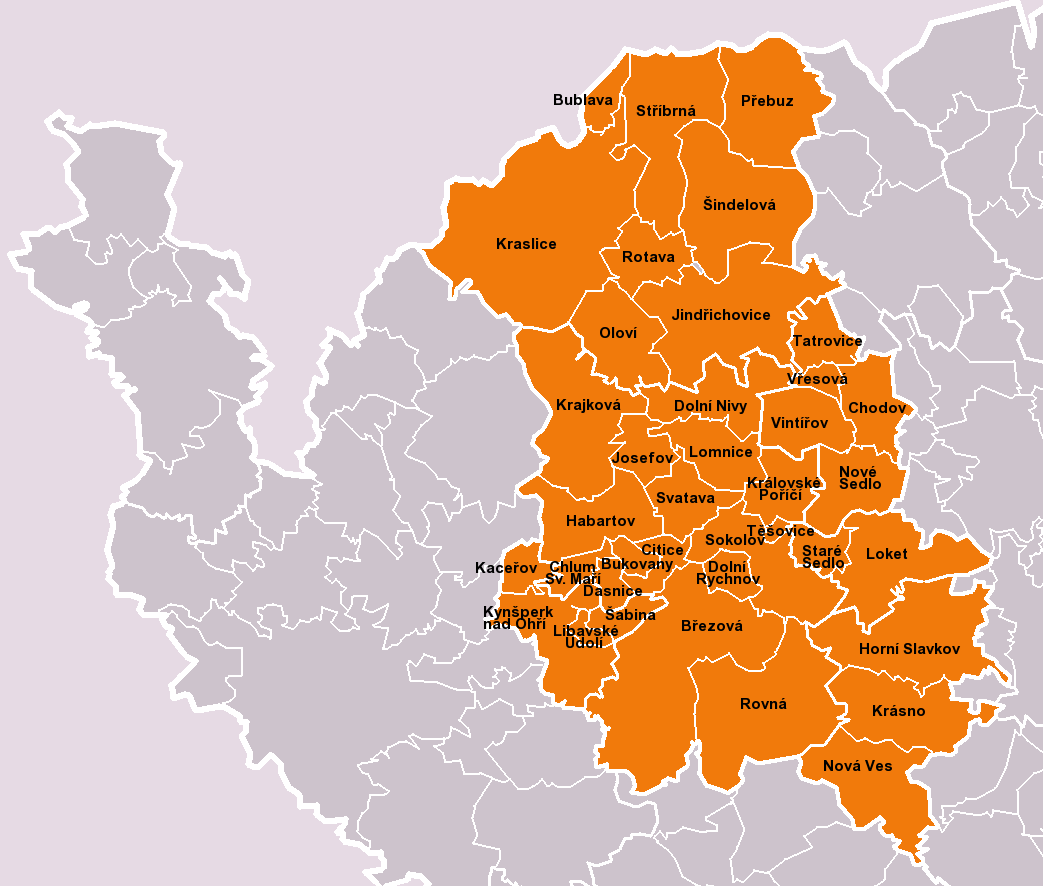
Carte administrative du district de Sokolov.

Le district compte 38 communes, dont treize ont le statut de ville (město, en gras) et une a le statut de bourg (městys, en italique).
Březová - Bublava - Bukovany - Chlum Svaté Maří - Chodov - Citice - Dasnice - Dolní Nivy - Dolní Rychnov - Habartov - Horní Slavkov - Jindřichovice - Josefov - Kaceřov - Krajková - Královské Poříčí - Kraslice - Krásno - Kynšperk nad Ohří - Libavské Údolí - Loket - Lomnice - Nová Ves - Nové Sedlo - Oloví - Přebuz - Rotava - Rovná - Šabina - Šindelová - Sokolov - Staré Sedlo - Stříbrná - Svatava - Tatrovice - Těšovice - Vintířov - Vřesová

## Principales communes
Population des dix principales communes du district au 1er janvier 2025 et évolution depuis le 1er janvier 2024 :
| Sokolov           | 22 007 | en diminution   |
| Chodov            | 12 609 | en diminution   |
| Kraslice          | 6 432  | en diminution   |
| Horní Slavkov     | 5 309  | en diminution   |
| Habartov          | 4 691  | en diminution   |
| Kynšperk nad Ohří | 4 527  | en augmentation |
| Loket             | 3 050  | en diminution   |
| Rotava            | 2 778  | en diminution   |
| Březová           | 2 664  | en augmentation |
| Nové Sedlo        | 2 527  | en diminution   |